# RPS-420
RPS-420은 2008년부터 2012년 사이 개발되고, 2014년에 발사예정이었던 인도네시아 최초의 인공위성 발사체이다.
Pengorbitan-1은 4단 로켓이며, 25kg 무게의 인공위성을 지구 저궤도에 올릴 수 있다. 2040년쯤 발사될 예정이다.
Pengorbitan-2는 50kg의 페이로드를 지구 저궤도로 발사한다.